# Ikkyū Sōjun
Ikkyū Sōjun (jap. 一休宗純 Ikkyū Sōjun; ur. 1 stycznia 1394, zm. 21 listopada 1481) – japoński mistrz zen, poeta, krytyk szkoły zen rinzai i opat Daitoku-ji.

## Życiorys

### Wczesne lata
Był synem cesarza Go-Komatsu i kobiety z samurajskiego rodu. W rezultacie skandalu jego matka została wygnana z pałacu i urodziła go w zwyczajnym domu. Jako niechciane dziecko został w wieku 5 lat oddany do klasztoru. Zdobył znakomite wykształcenie klasyczne, ale również i arystokratyczne. Od najwcześniejszych lat studiował literaturę chińską i sutry buddyjskie. W wieku 11 lat studiował Sutrę Wimalakirtiego, a w wieku 13 lat czytał chińską poezję i sam ją uprawiał. W wieku 16 lat został uczniem mistrza zen Kenno Sōi z linii przekazu rinzai od mistrza Shūhō Myōchō w Myoshin-ji, klasztorze rinzai w Kioto. W 1414 r. jego nauczyciel zmarł i Ikkyū po próbie utopienia się w jeziorze Biwa rozpoczął wędrówkę w poszukiwaniu nowego mistrza zen.
W wieku 22 lat zdecydował się na rozmowę osobistą z mistrzem zen Kasō Sōdonem (1352–1428) z Daitoku-ji, z tej samej linii przekazu co jego poprzedni nauczyciel. Kasō był niezwykle ostrym i wymagającym mistrzem zen. Po wielodniowym odrzucaniu prośby Ikkyū o przyjęcie do klasztoru, gdy Kasō zobaczył jego determinację, Ikkyū został przyjęty i był wzorowym uczniem przez prawie 10 lat, które spędził, praktykując Dharmę mistrza Kasō. Był nawet osobistym służącym mistrza, co było niezwykle trudną funkcją.

### Dojrzałość
Ikkyū osiągnął oświecenie w wieku 26 lat, gdy podczas medytacji w łodzi został wstrząśnięty muczeniem krowy. Zrelacjonował to swojemu nauczycielowi, który powiedział: „Osiągnąłeś tylko stan arhata, a nie mistrza, nowicjuszu!”. Ikkyū był tak pewny swojego urzeczywistnienia, że odpowiedział: „Jeśli tak, to jestem doskonale szczęśliwy jako arhat i nie potrzebuję być mistrzem”. Kaso uśmiechając się, powiedział: „Jeśli tak jest, to jednak jesteś rzeczywiście mistrzem”. Kaso widział w nim swojego następcę w Daitoku-ji, chociaż wiedział o jego nietypowych zachowaniach.
Po otrzymaniu uwierzytelnienia oświecenia rozpoczął ponowne wędrówki po kraju oraz żył przez jakiś czas jako pustelnik na górze Joū. Domy publiczne i sklepy z winem odwiedzał równie często, co klasztory zen. W swoich zapiskach, pismach, a szczególnie w poezji, zawarł refleksje ze swoich podróży. Występował także przeciw samozadowoleniu i zepsuciu japońskiego zen i jego mistrzów.
Gdy Ikkyū miał 46 lat, został zaproszony przez mistrza zen Yōsō Sōi (1376–1458), mianowanego opatem klasztoru Daitoku w 1458, do poprowadzenia Yōshun-an w Sakai), jednej ze świątyń klasztoru. Ikkyū już po 10 dniach zauważył, że i w Daitoku-ji większą uwagę przywiązuje się do ceremonii i poszukiwania poparcia u możnych. Napisał znany wiersz protestu, w którym stwierdził, że znalazł więcej zen w mięsie, piciu i seksie:
Dziesięć dni w tej świątyni i mój umysł stał się pomieszany,
Moje nogi zaplątane są w nieskończoną czerwoną wstążkę.
Jeśli pewnego dnia będziesz krążył poszukując mnie,
Zaglądnij do sklepu rybnego, salonu z winem lub domu publicznego.
Wszystko to powodowało jego konflikt z mistrzem Yōsō. Zapewne na skutek tego jego zachowanie stawało się coraz bardziej dziwne. Mimo że Yoso zmarł w tym samym roku (1458), w którym został opatem Daitoku-ji, Ikkyū już prawie do końca swojego życia atakował go w wierszach; najwyraźniej stał się on symbolem zepsucia japońskiego zen. Jednak jego niepohamowana złość i resentymenty są dość nieoczekiwane u tej klasy oświeconego mistrza. Dopiero po siedemdziesiątce uspokoił się:
Jeśli jestem spragniony, marzę o wodzie.
Jeśli zmarzłem, marzę o skórzanym odzieniu.
Marzenie o sypialni jest moją naturą.
Ikkyū zaatakował również poezję zen i to paradoksalnie, bo w swoich wierszach. Zaatakował literacki ruch Pięciu klasztorów, dziesięciu świątyń (jap. gozan-jissetsu), opanowany przez mnichów, którzy zaniechali zen, aby skupić się na tworzeniu podrabianych wierszy w oficjalnej chińszczyźnie. Przedkładali oni poezję nad zen i tworzyli ją – zamiast praktykować zen. Jego wiersze zebrano później w tomie Kyōun-shū (Wiersze Szalonej Chmury).
Ikkyū posługiwał się poezją w celu wyrażenia swojego oświecenia, jak również krytykowania establishmentu i, często, wysławiania zmysłowości nad rozkoszami duchowymi. Podczas gdy wielcy mistrzowie Chin okresu Tang tworzyli swoją nielogikę i zmagali się z intuicyjnym przekazem, Ikkyū uległ egzystencjalnemu życiu zmysłowemu. Jego liczne miłości spowodowały, że miał wielu potomków. Być może jeden z jego najwierniejszych uczniów – Jotei – był jego synem. W swoich wierszach opisuje z niezwykłą zmysłowością uroki życia:
Kobiece ciało pachnie narcyzem.
Ktoś wpatruje się długo w bajeczny wzgórek, zanim rozpocznie wspinaczkę.
Północ w jadeitowym łożu, pomiędzy jesiennymi snami.
Otwarty kwiat pod trąconą gałęzią śliwy
Kołysze się łagodnie pomiędzy udami czarodziejki.

### Starość
W czasie wojny Ōnin Ikkyū kilkakrotnie zmieniał miejsce pobytu i widział nieszczęścia, jakie spadły na ludzi. To także znalazło ślad w jego pismach.
Ostatnią i odwzajemnioną miłością jego życia była niewidoma Jihaku Shin (znana jako Mori). Znali się już wcześniej, ale gdy spotkali się przypadkiem wiosną 1471, okazało się, że obydwoje darzą się wielkim uczuciem. Ikkyū miał wtedy 77 lat, a Jihaku 40. Była ona służącą świątynną. Nie rozstawali się nawet na chwilę. W letnie popołudnia siadywali przed Shinju-an; ona grała na koto a on na shakuhachi. W wyniku tej miłości i ich późniejszego rozstania powstały nowe wiersze o ich miłości i rozstaniu.
Zmierzch życia spędził Ikkyū jako opat (od 1474) klasztoru Daitoku. Odbudował go po wielkich zniszczeniach w czasie 9-letniej wojny Ōnin (1467–1477). Swe słomiane sandały i czapkę z trzciny zamienił na szaty prestiżowego opata wielkiego i słynnego klasztoru (jednak większość czasu spędzał w małej świątyni Shūon-an). Swoje ambiwalentne uczucia wyraził w dwuwierszu:
Przez pięćdziesiąt lat wiejski wędrowiec,
Teraz umartwia ciało w purpurowych szatach.
Głębokie zrozumienie zen wyraża jego wiersz napisany tuż przed śmiercią, kiedy miał 87 lat:
Mgliście przez lat trzydzieści,
Wątle przez lat trzydzieści,
Mgliście i wątle przez lat sześćdziesiąt.
Umierając, ofiarowuję swój wysrany kał Brahmie.
Także we wcześniejszym wierszu:
Zrodzony jak sen
W śnie tego świata
Jakże spokojny mam umysł
Ja, który zniknę jak poranna rosa.
 ; Ktoś modli się o jutrzejsze życie
 ; Mimo że jest tak ulotne.
 ; To nałóg umysłu
 ; Który umarł wczoraj.
Natura Buddy
To nienarodzenie i niewygaśnięcie.
Wiedz zatem, że złudzeniem są
Narodziny, śmierć, odrodzenie.
Ikkyū słynął ze swej wnikliwej inteligencji. Działał w wielu dziedzinach twórczości artystycznej i przypisuje mu się wpływ na wiele charakterystycznych dla Japonii sztuk, które rozwinęły się w tych czasach, łącznie z dosadnym językiem literatury zen.
Pozostawił po sobie wiele fabularnej prozy, mów Dharmy (które ukazują jego bardziej stateczną osobowość). Wybitnym dziełem są „Szkielety” (Gaikotsu) stworzone w 1457. Stały się one klasyką zen. Jest to swobodne formalnie dzieło, łączące prozę, esej, wiersze, a nawet rysunki.

## Linia przekazu Dharmy
Pierwsza liczba oznacza liczbę pokoleń mistrzów od 1. Patriarchy indyjskiego Mahakaśjapy.
Druga liczba oznacza liczbę pokoleń od 28/1 Bodhidharmy, 28. Patriarchy Indii i 1. Patriarchy Chin.
Trzecia liczba oznacza początek nowej linii przekazu w danym kraju.
- 48/21. Yuanwu Keqin (1063–1135) dopisał komentarze do Koanów w Biyan lu
  - 49/22. Foxing Fatai (bd)
    - 50/23. Lingyan Chongao (bd)

  - 49/22. Huguo Jingyuan (1094–1146)
    - 50/23. Huo’an Shidi (1108–1179)
    - 50/23. Xingshan Weiguan (być może ten sam, co powyżej?)

  - 49/22. Dahui Zonggao (1080–1163)
    - 50/22. Zishou Miaozong (1095–1170) mistrzyni chan
    - 50/23. Daoqian (bd)
    - 50/23. Zongyuan (bd)
    - 50/23. Kaixi Daoxian (bd)
    - 50/23. Zhuo’an Deguang (Fozhao) (1121–1203)
      - 51/24. Wuji Liaopai (bd)
      - 51/24. Yuwang Ruyan (Jingshan) (zm. 1125)
        - 52/25. Huiyan Zhizhao (bd)

      - 51/24/1. Dainichi Nōnin (zm. 1195) Japonia. Szkoła Darumy.
      - 51/24. Pojian Jijian? (Bojian Jujian?) (1164–1246)
        - 52/25. Wuchu Daguan (1201–1268)

  - 49/22. Huqiu Shaolong (1077–1136)
    - 50/23. Ying’an Tanhua (1103–1163)
      - 51/24. Mi’an Xijie (Xianjie) (1118–1186)
        - 52/25. Songyuan Chongyue (1139–1209)
          - 53/26. Wuming Huixing (1160–1237)
            - 54/27/1. Lanxi Daolong (1213–1278)

          - 53/26. Yun’an Puyan (1156–1226)
            - 54/27. Xutang Zhiyu (1185–1269)
              - 55/28/1. Nampo Jōmyō (1235–1309) (także Shōmyō; Daiō Kokushi) Japonia. Szkoła rinzai.
                - 56/29/2. Hōō Soichi (1274–1357
                  - 57/30/3. Daichū Sōshin (bd)
                    - 58/31/4. Gettan Sōkō (1326–1389)

                - 56/29/2. Shūhō Myōchō (1282–1338) (także Daitō Kokushi)
                  - 57/30/3. Tettō Gikō (1295–1369)
                    - 58/31/4. Gongai Sōchū (1315–1390)
                      - 59/32/5. Kesō Sōdon (1352–1428)
                        - 60/33/6. Ikkyū Sōjun (1394–1481)
                          - 61/34/7. Shōtō Bokusai (1412)–1492)